# Monkey trading
 (mars 2022).
- Si vous ne connaissez pas le sujet, laissez ce bandeau (vous pouvez alors contacter les auteurs).
- Si vous supprimez le contenu mis en cause (vous pouvez préalablement contacter les auteurs),

argumentez précisément cette suppression dans la page de discussion
(un manque de référence n'est pas un argument ; une recherche réelle de référence doit avoir été effectuée, être formellement documentée).
 (mars 2022).
L'expression "monkey trading" est née d'une métaphore utilisée par l'économiste Burton Malkiel en 1973 dans son livre "A random walk down Wall Street" . Il y écrit une phrase devenue célèbre:  " Un singe aux yeux bandés lançant des fléchettes sur un registre d'actions pourrait sélectionner un portefeuille qui ferait aussi bien qu'un autre sélectionné par des experts" ( "a blindfolded monkey throwing darts at the stock listings could select a portfolio that would do just as well as one selected by the experts.")
Il postule que l'évolution du marché ne peut être prédit par les événements passés et qu'il est donc guidé par une forme de hasard s'opposant ainsi aux professionnels du secteur financier.
Les écrits de Burton Malkiel s'apparentent aux recherches sur l'efficience du marché.
Burton Malkiel divise les investisseurs en deux catégories : ceux qui veulent déterminer la valeur réelle d'une entreprise ("Firm foundation theory") et ceux qui recherchent le prix psychologique ("Castle in the sky theory"), c'est-à-dire le prix que chacun pourrait être prêt à payer.
Les deux types d'investisseurs ont un comportement différent. L'un recherche le moment où le prix du marché est inférieur au prix réel (appelé investisseur "Value") alors que l'autre peut acheter des valeurs surévaluées pourvu que le consensus général place le cours d'achat encore plus haut (type d'investissement également appelé "Growth").
Burton Malkiel étudie les exubérances irrationnelles du marché qui forment des bulles dont l'éclatement provoque des crises et qui sont dues selon lui aux spéculateurs de la stratégie "Growth".
Burton Malkiel recommande de diversifier son portefeuille pour réduire les risques de sous-performance.
Ce postulat a été confirmé par plusieurs études indépendantes postérieures,.

## Sources
- "A random walk down Wall Street", Burton Malkiel, 1973, édition Norton&Company